# Domingo García Fernández
Domingo  Fernández (Belorado, Burgos, 1759 – 1829), químico español de finales del siglo XVIII y primeros del XIX.

## Biografía
Domingo García Fernández nació en Belorado, Burgos, en 1759. Las primeras noticias sobre sus actividades le sitúan en París a principios de la década de 1780, a dónde se dirigió para completar sus estudios en el Colegio de Farmacia y en la Facultad de Medicina. En 1783 obtuvo una pensión del gobierno de España para ampliar sus estudios en química y para espiar las técnicas de fabricación y uso de tintes empleadas por los franceses en su factoría de Gobelins. A diferencia de otros científicos españoles de la época García Fernández concentró sus intereses en el área denominada química aplicada a las artes, más centrado en los conocimientos químicos en sí mismos que en su uso en otros campos como la minería, la medicina o la cirugía.
En 1787 García Fernández, ya empleado por la Junta General de Comercio y Moneda como encargado de los asuntos químicos, regresa a Francia para realizar diversas comisiones especialmente destinadas a la creación de una escuela de química en Madrid y una cátedra de química aplicada a las artes. El encargo de García Fernández incluía visitar las Casas de la Moneda de París y Burdeos para aprender técnicas de fundición y afinación, adquirir planos y modelos de hornos y máquinas útiles, especialmente instrumentos de precisión para la cátedra, y, en general, actualizar sus conocimientos. Ya en España sería nombrado inspector general de las Reales casas de moneda y director general de las Reales fábricas de salitre y pólvora, para las cuales editó un Reglamento en 1808.
En 1793 García Fernández traduce del francés los recientemente publicados Elementos de Farmacia teórica y práctica del farmacéutico francés Antoine Baumé. En 1795 publica los Elementos del arte de teñir de Berthollet, e incluye al final una nueva traducción del Método de la nueva nomenclatura química de Lavoisier. García Fernández prodiga sus publicaciones sobre química y mineralogía en revistas extranjeras como Annales de Chimie, Journal of Natural Philosophy: Chemistry and the Arts, Philosophical Magazine y Allgemeines Journal der Chemie, hasta alcanzar las siete publicaciones. En 1799 funda, junto a Cristiano Herrgen, Louis Proust y Antonio José Cavanilles la primera revista científica española, Anales de Historia Natural,  a la que contribuye con distintos artículos en los que pone de manifiesto sus excelentes relaciones científicas con Proust, con el que intercambiaba verificaciones de sus respectivos experimentos.
Como un gran número de científicos españoles relevantes, el carácter ilustrado de García Fernández y su cercanía al pensamiento francés le traerían complicaciones durante el periodo de invasión francesa, pues al colaborar con el gobierno de José I Bonaparte tuvo que exiliarse a Francia al finalizar la guerra en 1813. Aunque regresó a España al poco tiempo, tras la firma del Tratado de Valençay en el que se prometía el perdón a los afrancesados, se le apartó de todos los cargo oficiales hasta 1818, en que se le encarga la dirección de la fábrica de Alcaraz y, más tarde, de las salinas de La Poza. En 1822 fue designado para dirigir las vitales minas de Almadén, que mejoró sensiblemente, y donde ejerció hasta su muerte.